# میکولا اخپوف
نیکولای اخپوف (اوکراینی: Микола Юрійович Агапов؛ زادهٔ ۱۳ نوامبر ۱۹۹۳) بازیکن فوتبال اهل اوکراین است.